# Loraine Hutchins
Pour les articles homonymes, voir Hutchins.
Loraine Hutchins, née à la fin des années 1940 à Washington, est une autrice, militante féministe et sexologue engagée pour la reconnaissance des personnes bisexuelles. Elle a coédité avec Lani Kaʻahumanu, l’anthologie Bi Any Other Name: Bisexual People Speak Out (en). 
Elle est également cofondatrice du réseau national BiNet USA. Depuis 2001, elle enseigne des cours portant sur les questions LGBT+, la sexualité, la santé sexuelle et les études de genre.

## Biographie

### Origines et enfance
Loraine Hutchins naît vers la fin des années 1940 et grandit en tant que Washingtonienne de quatrième génération dans le quartier de Takoma Park. Sa famille est investie dans les mouvements sociaux :  sa grand-mère manifeste en faveur du droit de vote des femmes en 1914, tandis que sa mère, Adele, l’emmène à la Marche sur Washington en 1963. 
Elle s’initie à l’activisme politique au sein de son église méthodiste et en tant que rédactrice du journal de son lycée à Silver Spring, défend en 1966 la liberté d’expression face à la censure d’un article portant sur l’homosexualité à travers les personnages de Batman et Robin.

### Études
En 1970, Loraine Hutchins obtient un diplôme en littérature anglaise et américaine au Shimer College, à Mt. Carroll, dans l’Illinois.
En 2001, elle obtient un doctorat en études culturelles à l’Union Institute and University de Cincinnati, avec comme thèse intitulée Erotic Rites, qui explore les liens entre sexualité et spiritualité,. 

### Carrière
Dans les années 1970, Loraine Hutchins travaille en grande partie avec des jeunes fugueurs, dans le cadre de l’organisation communautaire SAJA, qui gère la DC Runaway House et d’autres programmes pour la jeunesse à Dupont Circle. Elle y côtoie des militantes lesbiennes radicales comme les Furies, tout en revendiquant sa place de médiatrice entre mouvements parfois opposés.
Depuis 2001, elle enseigne à l’Université de Towson, des cours abordant la sexualité sous un angle interdisciplinaire, particulièrement le populaire « Introduction aux études LGBT ». 

### Activisme bisexuel
À partir des années 1960, Loraine Hutchins s’engage dans les mouvements pour les droits des homosexuels et des femmes. Lorsqu’elle prend conscience de sa bisexualité, elle se confronte à l’exclusion de la part des deux milieux militants. Elle entreprend alors de créer des espaces sûrs pour les personnes bisexuelles au sein des luttes LGBTQ+.
En 1990, elle cofonde BiNet USA, un réseau national visant à renforcer la visibilité des personnes bisexuelles, à partager des ressources et à construire une communauté. Elle siège à son conseil d’administration et fonde aussi l’Alliance of Multi-Cultural Bisexuals (AMBi), ainsi que son groupe d’action directe, AMBUSH.
En 1991, Loraine Hutchins rédige avec Lani Ka'ahumanu, l’anthologie Bi Any Other Name: Bisexual People Speak Out, considérée comme un ouvrage fondateur de la littérature bisexuelle,. En 2011, elle en fait une seconde : Sexuality, Religion and the Sacred: Bisexual, Pansexual and Polysexual Perspectives, abordant les intersections entre sexualité et spiritualité. Elle publie des articles et des chapitres d’ouvrages sur la sexualité, le genre et les droits LGBTQ+, et contribue à la reconnaissance de la bisexualité au sein de ces mouvements.
En 1993, elle organise la campagne médiatique de BiNet lors de la March on Washington for Lesbian, Gay and Bisexual Equal Rights (en). En 1998, elle devient la première personne bisexuelle à être nommée grand marshall de la Pride de Washington.

### Vie privée
Dans les années 1970 et 1980, Loraine Hutchins explore diverses formes relationnelles non conventionnelles et des constellations familiales choisies, en vivant dans des communautés alternatives à Washington D.C., par exemple, au sein de l’Embassy of Atlantis et du collectif féministe Amazon Nation. Elle y entretient des relations avec des personnes de différents genres, et revendique une sexualité fluide et assumée. Elle écrit notamment : « Appelez-moi perverse, ça ne me dérange pas. Je SUIS perverse – si par là vous entendez différente du mensonge qu’on nous vend comme la norme [...] ».

### Notoriété et reconnaissance
En septembre 2013, Loraine Hutchins est invitée avec 32 autres personnes militantes bisexuelles à une table ronde à la Maison-Blanche par le gouvernement d'Obama pour discuter des enjeux majeurs touchant la communauté bi, comme les violences domestiques.
Son militantisme est reconnu par plusieurs organisations telles que le Bilerico Project, le National LGBTQ Task Force et le Rainbow History Project (en).
Lors de la Pride de 1986 à Washington, elle se fait remarquer par son déguisement en Wonder Woman, juchée sur un vélo surnommé son « bi-cycle ».
Ses archives personnelles de 1948 à 1990 sont conservées dans les collections du LGBTQ Religious Archives Network. Ce fonds comprend des correspondances, des manuscrits, des documents militants ainsi que des supports liés à ses prises de parole dans les domaines de la bisexualité, du féminisme et de la spiritualité LGBTQ+.

## Publication

### Livres
- (en) Loraine Hutchins et Lani Ka’ahumanu, Bi Any Other Name - Bisexual People Speak Out, Boston, Alyson Publications, 1991 (réimpr. 2015), 436 p. (ISBN 9781555831745, lire en ligne)
- (en) Loraine Hutchins et H. Sharif Williams, Sexuality, Religion and the Sacred : Bisexual, Pansexual and Polysexual Perspectives, Routledge, 2018, 238 p. (ISBN 978-1317977049)

### Chapitres dans des livres
- (en) Michael Bronski, Let's Not Bijack Another Century, Routledge, 2018, 404 p. (ISBN 9780367222796), « Let's Not Bijack Another Century »
- (en) Katherine Crawford-Lackey et Megan E. Springate, Identities and Place : Changing Labels and Intersectional Communities of LGBTQ and Two-Spirit People in the United States, New York, Berghan Books, 2020, 306 p. (ISBN 978-1-78920-479-7, DOI https://doi.org/10.2307/j.ctv1dwq1hj, lire en ligne), « Making Bisexuals Visible »

### Articles dans des revues
- (en) « Taste of Erotic Rites: Building Erotic Communities », Electronic Journal of Human Sexuality, San Francisco, CA, Institute for the Advanced Study of Human Sexuality, vol. 5, no 4,‎ 16 juillet 2002, p. 135–139
- (en) « Bisexual Women as Emblematic Sexual Healers and the Problematics of the Embodied Sacred Whore », The Journal of Bisexuality, Dawn Atkins, vol. 2, nos 2/3,‎ 2002, p. 191-207 (DOI 10.1080/15299711003609906)
- (en) « Sexual Prejudice: The Erasure of Bisexuals in Academia and the Media », American Sexuality Magazine, National Sexuality Resource Center, SFSU, vol. 3, no 4,‎ 22 août 2005, p. 135–139 (DOI 10.4324/9780203947470‑45)
- (en) « Bi Youth Becoming Visible. », Journal of Gay & Lesbian Issues in Education, vol. 3, no 2,‎ juillet 2006, p. 69–78 (DOI http://dx.doi.org/10.1300/J367v03n02_06)